# FC Forex Brașov
FC Forex Brașov was een Roemeense voetbalclub uit de stad Brașov.
De club werd opgericht op 3 oktober 2002, nadat de licentie van Tractorul Brașov (opgericht in 1927) overgenomen was. In 2007 promoveerde de club bijna naar de Liga I. Op 21 oktober 2008 werd de club teruggetrokken uit de Liga II en ging enkel als jeugdclub verder. In 2011 werd bekend dat er geen seniorenteam meer komt en de club enkel met jeugd actief blijft.  